# Hanved Skov
Hanved Skov (på tysk Handewitter Forst) er en cirka 590 hektar stor skov beliggende sydøst for Hanved (Vis Herred) i Sydslesvig i den nordtyske delstat Slesvig-Holsten. Skoven grænser mod øst til Gl. og Ny Skovkro, mod syd til Hyllerup og mod vest til Christianshede og Hanvedmark med Hanved Koloni. Skellet til landsbyen Veding markeres historisk gennem gaden Kirkevrå (Kirkwrahe). I den nordøstlige del skæres skoven af motorvejen A7 / E45. Hanved Skov er første gang nævnt 1558 og var indtil 1864 kongelig-dansk domæneskov med 979 tdr. land. Arealet i skovens nordvestlige udkant kaldes også for Hanvedbusk.
Skoven består i dag langt overvejende af nåletræer. Det er især hurtigvoksende træarter som rødgran, sitkagran, douglasgran og ædelgran, der i stor udstrækning dominerer arealet i forhold til f.eks. bøg- og egetræer. De udgør cirka 70 % af den samlede træbestand. Men der arbejdes på at øge andelen af løvskov, især efter at skoven under oktoberstormen 2013 mistede en femtedel af sine træer. Det antages, at blandeskov er mindre sårbare end monokulturer. Højeste punkt i skoven er med 62 m Trimmelbjerg (Trommelberg). Navnet henføres til verbum trimle, på angeldansk også udtalt som tromle.
I Hanved Skov findes flere skovveje og flere afmærkede vandrestier såsom Rødeline eller Jyskline. Der er også en skovbørnehave.